# Kurz

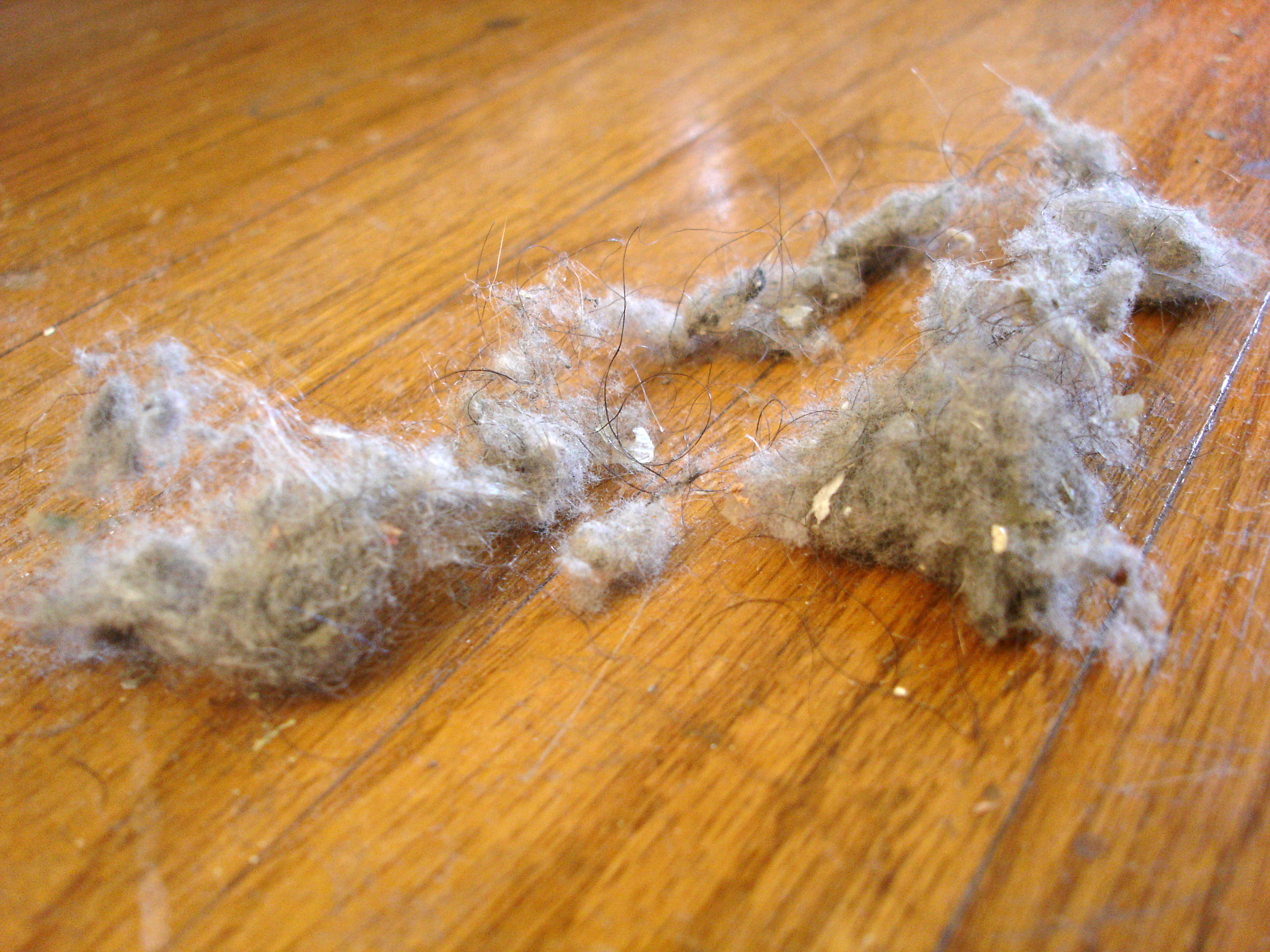
Kłęby kurzu

Kurz – pył powstający z substancji stałych (np. piasku czy węgla), organicznych (np.: złuszczonego naskórka, pyłków kwiatów czy włosów) i nieorganicznych, także drobnych organizmów jak roztocza kurzu domowego.
Skład atomowy kurzu jest bardzo podobny jak organizmów żywych, jest to m.in.: tlen, węgiel, wodór, azot, wapń i fosfor.
Obecność kurzu jest niekorzystna dla ludzkiego zdrowia, szczególnie w przypadku alergików. Może być przyczyną nieżytu dróg oddechowych.

## Galeria

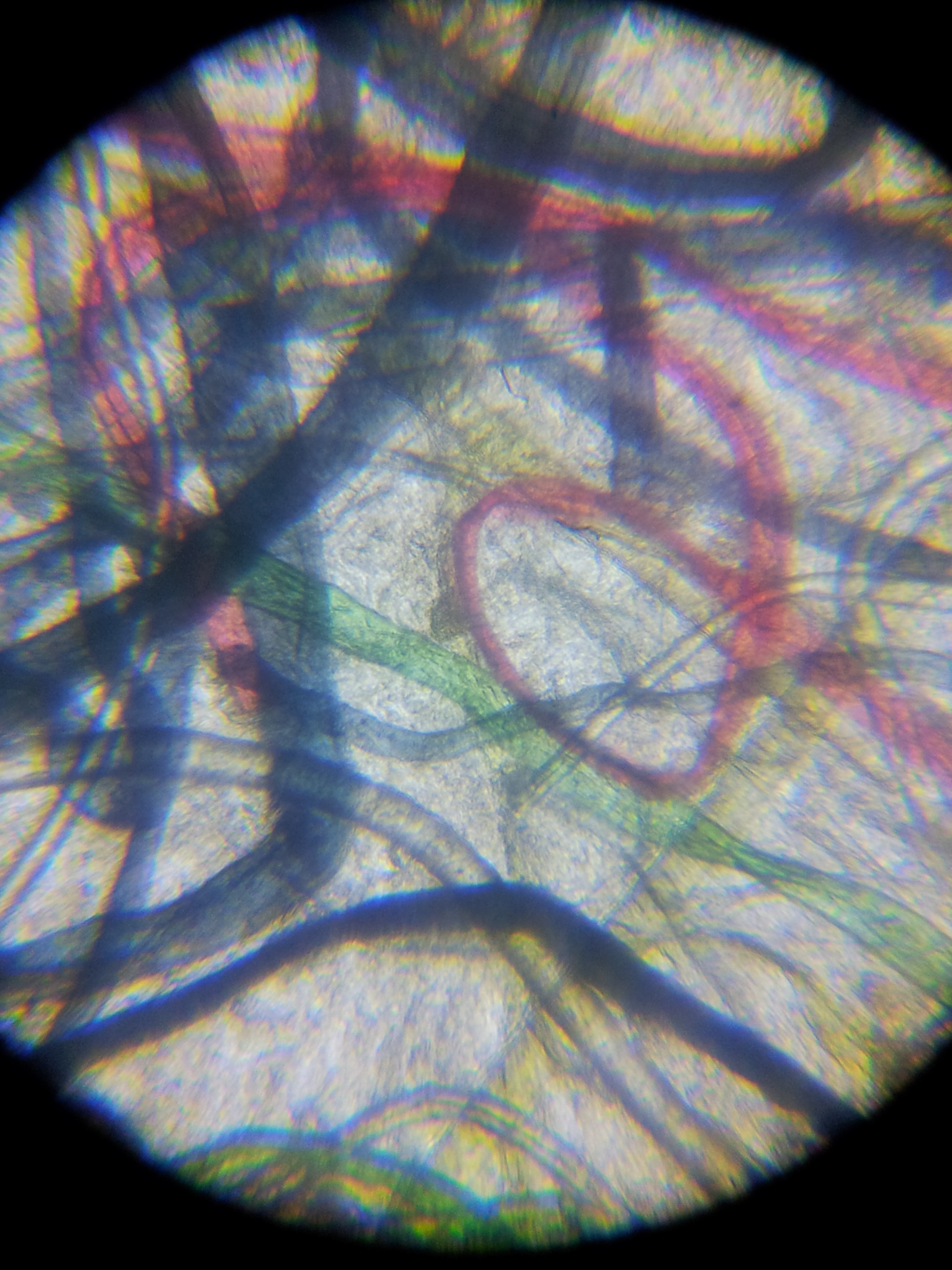
Kurz pod mikroskopem x200
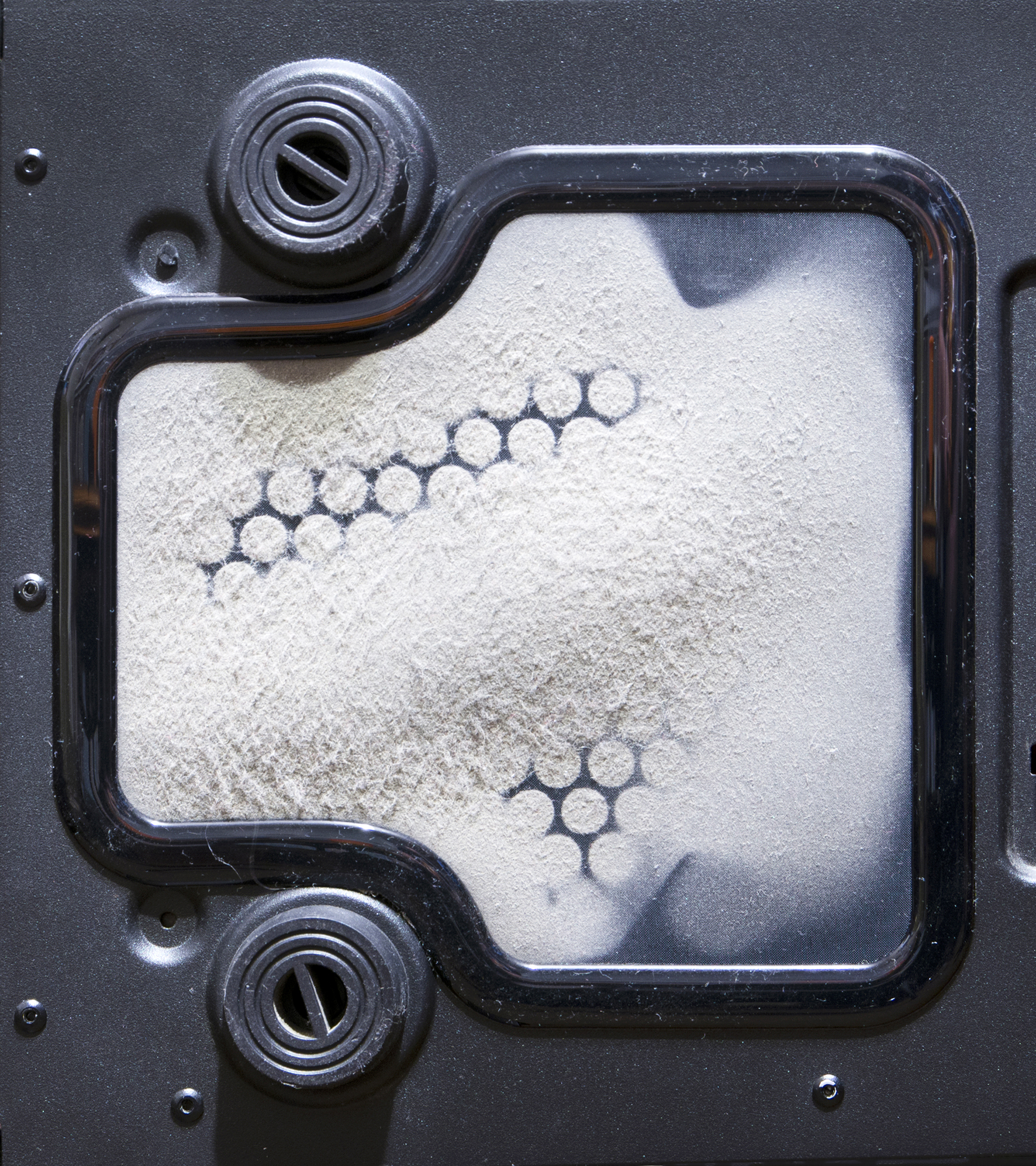
Filtr obudowy komputera pokryty warstwą kurzu